# أدينا لورا ميروشو
أدينا لورا ميروشو (بالرومانية: Adina Meiroșu)‏ مواليد 11 أغسطس 1985 في غالاتس، رومانيا، هي لاعبة كرة يد رومانية سابقة. مثلت منتخب رومانيا لكرة اليد للسيدات في 176 مباراة. شاركت في دورة الألعاب الأولمبية الصيفية سنة 2008. حققت المركز الثالث في بطولة أوروبا لكرة اليد للسيدات 2010.

## سجل المنافسة
شاركت في البطولات التالية:
- بطولة العالم لكرة اليد للسيدات 2007
- بطولة العالم لكرة اليد للسيدات 2011
- بطولة أوروبا لكرة اليد للسيدات 2008
- بطولة أوروبا لكرة اليد للسيدات 2010
- بطولة أوروبا لكرة اليد للسيدات 2012

## الميداليات
| الميدالية | المسابقة                            |
| --------- | ----------------------------------- |
| برونزية   | بطولة أوروبا لكرة اليد للسيدات 2010 |

## وصلات خارجية
- أدينا لورا ميروشو على موقع الاتحاد الأوروبي لكرة اليد (الإنجليزية)
- أدينا لورا ميروشو على موقع اللجنة الأولمبية الدولية (الإنجليزية)
- أدينا لورا ميروشو على موقع أوليمبيديا (الإنجليزية)
- أدينا لورا ميروشو على موقع اللجنة الأولمبية الرومانية (الرومانية)